# خانواده والتون (مجموعه تلویزیونی)
خانوادهٔ والتون (انگلیسی: The Waltons) نام یک مجموعهٔ تلویزیونی درام تاریخی آمریکایی است که از سال ۱۹۷۲ تا ۱۹۸۱ میلادی از شبکهٔ سی‌بی‌اس به روی آنتن رفت.
اساس این مجموعه بر مبنای موفقیت فیلم تلویزیونی بازگشت به خانه: داستان کریسمس بود که در ۱۹ دسامبر ۱۹۷۱ پخش شده بود. متعاقب آن شبکه تلویزیونی سی‌بی‌اس سفارش اولین فصل این سریال تلویزیونی (بر اساس همان شخصیت‌ها) و با نام خانواده والتون را داد.
این مجموعه دربارهٔ اعضای خانوادهٔ والتون در یک منطقهٔ روستایی دورافتاده در ایالت ویرجینیا در خلالِ دورانِ رکود بزرگ و در جریانِ جنگ جهانی دوم است.
این مجموعه تلویزیونی، در سال‌های ۱۳۵۵ تا ۱۳۵۷ خورشیدی، با دوبلهٔ فارسی از تلویزیون ملی ایران پخش شد.
در سالهای اخیر نیز در چندین نوبت از شبکه ماهواره ای جم تی وی با دوبله جدید پخش شده‌است.